# Почесний громадянин Курська
Почесний громадянин Курська — вище почесне звання міста Курська, відновлене 6 жовтня 1967 року. Відповідно до спеціального положення, звання присвоюється рішенням виконкому міської Ради (нині — міським зборами) громадянам, що відзначилися у виробничій сфері, науці, техніці, у військовій справі, культурі і тих, чия біографія пов'язана з містом Курськом. Прізвища почесних громадян заносяться в Книгу Почесних громадян міста, їм вручається червона стрічка з написом і диплом про присвоєння звання. Почесні громадяни Курська звільнені від оплати житлово-комунальних послуг і мають низку інших пільг.

## Історія
Маніфестом 10 квітня 1832 року в Російській імперії була встановлена привілейована категорія «міських обивателів» — Почесні громадяни. Звання Почесного громадянина за заслуги перед містом надавали також і міста імперії. Почесні громадяни звільнялися від рекрутської повинності, сплати податків, тілесних покарань.
Першим Почесним громадянином в Курську був астроном Федір Семенов. У 1876 році цього звання був удостоєний міський голова Прокопій Устимович, у 1878 році — директор чоловічої гімназії Данило Жаворонков. 10 (23) листопада 1917 року декретом Радянської влади про знищення станів і цивільних чинів звання Почесного громадянина в Росії було скасовано і знову стало присвоюватися в 1960-х роках.
Після відновлення звання, 31 жовтня 1967 року були вручені дипломи і пам'ятні стрічки першим Почесним громадянам міста Курська.

## Список почесних громадян Курська
| П. І. Б. (Дата народження — смерті)               | Коротко про лауреата | Дата і причина присвоєння звання |
| ------------------------------------------------- | --- | --- |
| Захаров Микола Васильович (1909—1996)             | Машиніст локомотивного депо Курськ, почесний залізничник. | 1967, за заслуги в розвитку залізничного транспорту. |
| Рокоссовський Костянтин Костянтинович (1897—1968) | Маршал Радянського Союзу, двічі Герой Радянського Союзу. | 1967, за видатні заслуги під час визволення міста Курська і області від німецьких окупантів в роки Німецько-радянської війни. |
| Савельєв Олександр Васильович (1898—1985)         | Кандидат медичних наук, професор, завідувач кафедри Курського державного медичного університету. | 1967, за розвиток охорони здоров'я в місті Курську. |
| Савенко Георгій Васильович (1921—1995)            | Каландровожатий Курського заводу гумовотехнічних виробів. | 1967, великий внесок щодо розвитку народного господарства міста Курська. |
| Сасіна Валентина Іванівна (1925—2002)             | Робоча БМУ-5 тресту «Курскпромстрой», заслужений будівельник УРСР. | 1967, за заслуги з відновлення та будівництва міста Курська. |
| Сєріков Валентин Васильович (1881—1972)           | Персональний пенсіонер, почесний залізничник. | 1967, за розвиток революційного руху і становлення Радянської влади в місті Курську. |
| Титов Герман Степанович (1935—2000)               | Льотчик-космонавт СРСР, Герой Радянського Союзу, генерал-полковник авіації, кандидат військових наук. | 1971, за великий внесок з освоєння космічного простору. |
| Крузіна Тамара Миколаївнаолаївна (1946)           | Оператор виробничого об'єднання «Хімволокно», лауреат Державної премії СРСР, почесний хімік СРСР. | 1982, за великий внесок в розвиток народного господарства міста Курська. |
| Овчаренко Михайло Денисович (1917—1994)           | Директор Курського заводу тракторних запасних частин, кавалер двох орденів Леніна. | 1982, за великі успіхи в розвитку народного господарства, активну участь у громадському житті міста. |
| Носов Євген Іванович (1925—2002)                  | Письменник, Герой Соціалістичної Праці, лауреат Державної премії РРФСР ім. О. М. Горького. | 1982, за великі заслуги в розвитку літератури. |
| Павлов Микола Андрійович (1925—1983)              | Слюсар-монтажник тресту «Юговостоктехмонтаж», Герой Соціалістичної Праці. | 1982, за великий внесок в розвиток народного господарства міста Курська. |
| Свиридов Георгій Васильович (1915—1998)           | Композитор, народний артист СРСР, Герой Соціалістичної Праці, лауреат Ленінської і трьох Державних премій СРСР. | 1982, за великий внесок у розвиток музичної культури. |
| Стрелкова Поліна Макарівна (1935)                 | Прядильниця Курської шпагатно-мотузяної фабрики. | 1982, за великий особистий внесок у розвиток народного господарства міста Курська. |
| Федосюткін Андрій Дмитрович (1913—1992)           | Комісар 1-ї Курської партизанської бригади в роки Німецько-радянської війни, голова Курської секції радянського комітету ветеранів війни.                                                                                              | 1982, за велику роботу з військово-патріотичного виховання курян. |
| Борових Андрій Єгорович (1921—1989)               | Генерал-полковник авіації, двічі Герой Радянського Союзу. | 1988, за мужність і героїзм, проявлені в боротьбі з німецькими окупантами у період Німецько-радянської війни. |
| Руцькой Олександр Володимирович (1947)            | Генерал-майор авіації, Герой Радянського Союзу. | 1989, за мужність, проявлену при виконанні «інтернаціонального обов'язку в Республіці Афганістан». |
| Буренко Андрій Петрович (1920—1997)               | Актор Курського обласного драматичного театру імені Олександра Пушкіна, народний артист РРФСР. | 1995, за великий творчий внесок у розвиток театрального мистецтва, активну участь у громадському житті міста. |
| Овсянников Михайло Васильович (1922)              | Голова Курської обласної Ради ветеранів війни, праці, Збройних Сил та правоохоронних органів, генерал-майор у відставці. | 1995, за велику військово-патріотичну роботу серед ветеранів і молоді, активну участь у громадському житті міста. |
| Жуков Георгій Костянтинович (1896—1974)           | Маршал Радянського Союзу, чотири рази Герой Радянського Союзу. | 1996, за великий особистий внесок у справу захисту Вітчизни і організацію розгрому німецько-фашистських військ на Курській дузі (посмертно). |
| Винокур Володимир Натанович (1948)                | Артист естради, Народний артист Російської Федерації. | 1998, за великий внесок в розвиток російського естрадного мистецтва. |
| Шевирьов Микола Стефанович (1928—2008)            | Директор державного підприємства «Курська біофабрика — фірма Біоком», заслужений працівник сільського господарства Росії, кандидат ветеринарних наук.                                                                                  | 1998, за великий особистий внесок у соціально-культурний розвиток міста. |
| Іувеналій (1929—2013)                             | Митрополит Курський і Рильський. | 1999, за великий внесок в соціальний розвиток міста Курська, роботу з відродження культури і морального виховання підростаючого покоління. |
| Пресняков Микола Григорович (1926—2000)           | Голова Курської міської Ради ветеранів війни, праці, Збройних Сил та правоохоронних органів, полковник у відставці. | 2000, за великий внесок в організацію роботи Посту № 1 на Меморіалі пам'яті полеглих в роки Великої Вітчизняної війни 1941—1945 років, за заслуги в розвитку ветеранського руху в місті, велику плідну роботу з патріотичного виховання молоді (посмертно).  |
| Кирпиченко Вадим Олексійович (1922—2005)          | Головний консультант Служби зовнішньої розвідки Росії, генерал-лейтенант у відставці. | 2000, за великі заслуги перед державою у справі зміцнення безпеки, економічного і оборонного потенціалу країни, активну виховну роботу серед молоді. |
| Лячін Геннадій Петрович (1955—2000)               | Командир атомного підводного ракетного крейсера «Курськ», капітан I рангу, Герой Росії. | 2001, за мужність і героїзм, проявлений при виконанні службового обов'язку (посмертно). |
| Хмельовської Андрій Олександрович (1977—2000)     | Герой Росії. | 2002, за мужність і героїзм, проявлені при виконанні військового обов'язку на території Чеченської Республіки (посмертно). |
| Солодухин Микола Іванович (1955)                  | Директор школи боротьби дзюдо ім. М. І. Солодухина, олімпійський чемпіон, заслужений майстер спорту. | 2004, за видатні спортивні досягнення, вагомий внесок в розвиток спорту і курської школи дзюдо, виховання молоді. |
| Легостаєв Євген Дмитрович (1948)                  | Завідувач кафедри хорового диригування та сольного співу Курського державного університету, професор, головний режисер і художній керівник хорової капели «Курськ» муніципальної установи "Міський культурно-спортивний центр «Олімп». | 2004, за заслуги у збереженні та розвитку духовних і культурних традицій міста Курська, видатний внесок в розвиток хорового мистецтва, створення системи музичної освіти, становлення і зміцнення міжнародних творчих і партнерських зв'язків міста Курська. |
| Булатов Михайло Олексійович (1924)                | Заступник голови Курської обласної ради ветеранів війни, праці, Збройних Сил та правоохоронних органів, Герой Радянського Союзу. | 2005, за заслуги у військово-патріотичному вихованні молодого покоління, активну пропаганду бойових і трудових традицій Курського краю в ознаменування 60-річчя Перемоги у Великій Вітчизняній війні.                                                        |
| Кисельов Яків Митрофанович (1925)                 | Голова Курського обласного комітету ветеранів війни і військової служби, Герой Радянського Союзу | 2005, за заслуги у військово-патріотичному вихованні молодого покоління, активну пропаганду бойових і трудових традицій Курського краю в ознаменування 60-річчя Перемоги у Великій Вітчизняній війні.                                                        |
| Ермолатій Никодим Карпович (1929—2014)            | Протоієрей, настоятель Нікітського храму, керівник відділу релігійної освіти і катехізації Курської єпархії. | 2006, за великий внесок в розвиток міста Курська, за заслуги в галузі освіти, духовно-морального і трудового виховання. |
| Шеховцов Серафим Григорович (1928)                | Член президії ради ветеранів війни, праці, Збройних сил і правоохоронних органів Залізничного округу міста Курська, Герой Соціалістичної праці.                                                                                        | 2006, за великий внесок в розвиток міста Курська, за заслуги в галузі освіти, духовно-морального і трудового виховання. |
| Чаплигін Валерій Андрійович (1952)                | Олімпійський чемпіон, заслужений майстер спорту Росії, заслужений тренер Росії. | 2007, за заслуги в розвитку фізичної культури і спорту. |
| Сапронов Олександр Сергійович (1940)              | Генеральний директор Курського відкритого акціонерного товариства «Прилад». | 2008, за заслуги в соціально-економічному розвитку міста Курська, активну громадську і благодійну діяльність. |
| Дегтярьов Олександр Володимирович (1950)          | Голова Ради директорів товариства з обмеженою відповідальністю «Виробничо-комерційне підприємство „Антоніна“». | 2008, за заслуги в соціально-економічному розвитку міста Курська, активну громадську і благодійну діяльність. |
| Дериглазов Анатолій Федорович (1946—2012)         | Генеральний директор відкритого акціонерного товариства «Курський завод великопанельного домобудівництва». | 2009, за заслуги в галузі будівництва, великий внесок в соціально-економічний розвиток міста Курська, активну громадську і благодійну діяльність. |
| Міненков Микола Митрофанович (1955)               | Начальник Управління внутрішніх справ по місту Курська, полковник міліції. | 2009, за заслуги у забезпеченні громадського порядку, високі показники в боротьбі з правопорушеннями і вдосконалення роботи щодо зміцнення громадської безпеки.                                                                                              |
| Харитановський Олександр Олександрович (1923)     | Письменник, член Спілки письменників Росії. | 2010, за заслуги в літературній діяльності, великий внесок у військово-патріотичне виховання молоді, активну громадську діяльність. |
| Богдановська Зоя Петрівна (1942)                  | Директор муніципального загальноосвітнього закладу «Гімназія № 44» міста Курська. | 2011, за заслуги в розвитку системи освіти міста Курська. |
| Шевченко Микола Сергійович (1957)                 | Генеральний директор ТОВ "Керуюча компанія «Електроагрегат», голова Ради директорів ВАТ «Електроагрегат». | 2012, за внесок у розвиток міста Курська і за заслуги в економіці. |
| Баришев Валентин Степанович (1923)                | Голова Курської міської секції курян — кавалерів ордена Олександра Невського. | 2012, за великий внесок у військово-патріотичне виховання молоді, активну ветеранську і громадську діяльність. |
| Даньшин Анатолій Олексійович (1948)               | Спеціаліст Курського обласного суду, державний радник юстиції II класу, голова Громадської ради при голові Адміністрації міста Курська.                                                                                                | 2012, за великий внесок у зміцнення законності, активну громадську діяльність. |
| Панкін В'ячеслав Кирилович (1934)                 | Начальник обласного бюджетної установи «Курська обласна екологічна установа». | 2013, за заслуги в соціально-економічному розвитку міста, активну громадську діяльність. |
| Золотарьов Василь Григорович (1949)               | Голова Курського обласного суду. | 2014, за заслуги в зміцненні правосуддя і вдосконаленні судової системи міста Курська і Курської області, активну громадську діяльність. |
| Будников Станіслав Стефанович (1939)              | Виконавчий директор ВАТ «Електроагрегат». | 2014, за заслуги в галузі машинобудування, великий внесок в соціально-економічний розвиток міста Курська, активну громадську і благодійну діяльність. |
| Кононова Світлана Іванівна (1941)                 | Громадський діяч, заступник голови регіональної громадської організації «Курське земляцтво». | 20 вересня 2016 |
| Щербаков Анатолій Павлович (1925)                 | Громадський діяч, голова правління Курської спілки десантників. | 20 вересня 2016 |
| Міхін Петро Олексійович (1921—2020)               | Педагог, письменник. | 29 травня 2018 |
| Кулагін Володимир Васильович (1938)               | Письменник, член Спілки письменників Росії та Спілки журналістів Росії. | 2018 |
| Лазаренко Віктор Анатолійович (1956)              | Ректор Курського державного медичного університету. | 2019 |
| Малков Іван Васильович (1944)                     | Голова Курської міської Ради ветеранів війни, праці, Збройних Сил і правоохоронних органів. | 2019 |
| Сотников Олексій Васильович (1961)                | Командир пошукового загону «Курган». | 18 серпня 2020 |
| Ловчиков Олексій Михайлович (1945)                | Балетмейстер курського обласного Будинку народної творчості. | 18 серпня 2020 |
| Овчаров Микола Іванович (1952)                    | Голова Адміністрації муніципального утворення «Місто Курськ». | 2021 |
| Палагін Віктор Миколайович (1956)                 | Заступник генерального директора з безпеки ПАТ «Росмережі». | 2021 |
| Германова Ольга Михайлівна (1961)                 | Політик, громадський діяч. | 8 грудня 2022 |
| Воробйов Михайло Володимирович (1968)             | Генерал-лейтенант поліції, заступник голови регіональної громадської організації «Курське Земляцтво» | 12 липня 2024 |